# Johannes Matthiæ Gothus
Johannes Matthiæ Gothus, född 29 december 1592 i Västra Husby prästgård, död 18 februari 1670 i Stockholm, var en svensk teolog och under en tid biskop i Strängnäs stift. 
Johannes Matthiæ föddes som son till kyrkoherden i Västra Husby, Matthias Petri Upplänning (1533-1610) och Anna Danielsdotter Grubbe. En källa hävdar att "biskop Johannes Matthiæs farfars mor var Birgitta Vasa, Gustav Vasas syskonbarn...", ...", vilket skall förstås i ordets äldre betydelse "kusin". Gothus hade 14 syskon, varav ett var köpmannen i Söderköping Peder Mattsson Stiernfelt. Alla hans barn var med första hustrun Katarina Nilsdotter Bohm. De fick fyra söner och fyra döttrar som uppnådde vuxen ålder och som allesammans adlades Oljeqvist, vilket han själv avstod till förmån för sina barn.

## Barndom och studietid
Ur hans egenhändigt skrivna minnesbok: 
"Åhr 1599 in Aprili. När jag war siu åhr gammal och hade lärt hemma af mina föräldrar läsa rent swenska, blef jagh förshichad af mina kära föräldrar, med min preceptor M. Claes Prytz til Linköpingz schola. Och war sedan kvar hos min Sal. Broder wälb. Peder Matzon uti Ellowa åhr".
Därefter läste Johannes Matthiæ i Uppsala och antogs även som informator hos ärkebiskop Petrus Kenicius. När han år 1617 blivit promoverad till magister, hörde det till att fortsätta studera vid de äldre och mer berömda universiteten  Rostocks universitet, Helmstedts universitet, Wittenbergs universitet, Leipzigs universitet och Giessens universitet. I Giessen stannade han kvar en längre tid och läste där teologi och österländska språk. Han studerade även, i vetenskapligt syfte, i England och Frankrike. Under denna studietid grundlade han sin religiösa ireniska inställning och även sin opposition mot den dåtida lutherska ortodoxin. Speciellt i Holland kom han i kontakt med förespråkare för religiös tolerans. När han så småningom återkom till Sverige var det med en mycket stark känsla av att främja samförstånd mellan olika evangeliska bekännelser. Lika stark som hans tro, var hans motvilja mot konfessionella stridigheter. Han ville fokusera på det han helst av allt förespråkade, religiös innerlighet och praktisk fromhet, det program som allra bäst motsvarade hans fridsamma läggning. Under dessa resor, år 1622, fick han en kallelse till professor poesos i Uppsala. Han återvände emellertid inte till Sverige förrän 1625 och tillträdde, istället för professorsbefattningen, en tjänst som lärare i teologi vid Collegium illustre i Stockholm, en läroanstalt för adliga ynglingars uppfostran. Vid denna läroanstalt disputerade han i ämnet de sacra coena, den heliga nattvarden, inför kung Gustav II Adolf.

## Yrkesliv
Johannes Matthiæ var rektor för Collegium illustre 1626–1629. Han fick privilegier på ett boktryckeri som han inrättade i februari 1628. År 1633 blev han lärare och mentor för kronprinsessan Kristina och hennes kusin Eleonora Katarina av Pfalz. Han utnämndes till biskop i Strängnäs stift 1643 och innehade detta ämbete till 1664. Han var influerad av Comenius och han ville verka för en försoning mellan de stridande kyrkorna, som han hoppades skulle grundas i urkyrkans odogmatiska kristendom. 
Efter att han hade hävdat att man kunde avstå från nöddop om detta förrättades av en lekman gick superintendenten i Kalmar stift, Nicolaus Eschilli, till storms mot honom vid riksdagen 1644. Följande år utgav Eschilli en synodaldisputation, där han närmare utvecklade skälen för sitt klander: Om man tillrådde att hellre umbära dopet än låta lekmän meddela det, så innebar detta en sådan en förkastelse av dopets nödvändighet, och styrkte kalvinisternas mening, att dopet inte var den nya födelsens medel, utan endast ”ett tecken eller en yttre ceremoni”.
Drottning Kristina ogillade dock påhoppen och ville inte på några villkor tillåta att hennes lärare, som även varit en ersättare och ett moraliskt stöd efter hennes fars död, skulle bli utsatt för någon form av förföljelse. När riksdagen sammanträdde år 1647, förekom inom rådet en skarp ordväxling mellan rikskanslern Axel Oxenstierna och drottning Kristina, där hon uttalade sitt missnöje med Eschillis angrepp. Det gick så långt att drottningen slutligen gav de församlade biskoparna befallning att förlika om saken, vilket också lyckades: De bägge motståndarna räckte varandra handen till försoning, men de frågor som framkallat oenigheten, var därmed endast för stunden undanskjutna och kunde lätt ge anledning till nya strider. Axel Oxenstierna, som bedömde saken realistiskt, skrev också till sin vän biskop Isak Rothovius i Åbo: ”Sopita aut ad tempus suppressa lis fuit” (Problemet var vilande eller tillfälligt undertryckt). Dessa religiösa konflikter som fortsatte medförde, dock efter många år, att Johannes Matthiæ tvingades avgå som biskop år 1664 på prästerskapets initiativ.
Johannes Matthiæ erhöll av drottning Kristina och hennes mor änkedrottningen gåvor och stora förläningar. Han ägde mer än 33 stora gods och gårdar och dessutom ett antal mindre fastigheter på olika håll i Sverige. Vilka gårdar som var hans egen släkts arvegods är oklart. Gårdarna var kronans betalningsmedel eftersom man på den här tiden inte hade råd att enbart betala i pengar till sina anställda. Han lät bygga Söderlänna säteri i Länna söder om Strängnäs. 
På sin dödsbädd uttalade Johannes Matthiæ inför närvarande vittnen, att han alltid haft för avsikt att rätt undervisa drottning Kristina och att han aldrig varit någon synkretist eller indifferentist. Hans motstånd mot konkordieformeln hade berott på, att han av hennes antagande såsom symbolisk bok befarade mycken oro och split inom kyrkan. Likväl medgav han, att han i de åtalade skrifterna uttryckt sig oförsiktigt, särdeles i sin Idea boni ordinis, (ungefär "idé om en god ordning") den han nu förkastade och önskade ogjord, han erkände, att han aldrig menat illa och hans behandling varit hård, ”biskoparne och överheten dock med avseende på församlingens säkerhet icke bort handla annorlunda än de gjort”. Han begravdes i Riddarholmskyrkan och fördes senare till familjegraven i Strängnäs domkyrka.

## Familj
Gothus gifte sig första gången 23 november 1634 på Stockholms slott med Catharina Nilsdotter Bohm (1619–1656), dotter till kamreren Nils Olofsson Bohm i Kammarkollegium och Carin Pedersdotter. De fick tillsammans barnen Christina Oljeqvist (1636–1636), kanonikus Johan Oljeqvist (1637–1667) i Hamburg, bankokommissarien Gustaf Oljeqvist (1638–1700), Anna Oljeqvist (född 1639) som var gift med kammarherren Johan Robert Stuart, häradshövdingen Nils Oljeqvist (1641–1690) på Öland, Carin Oljeqvist (1643–1713) som var gift med översten Johan Lillie af Greger Mattssons ätt och överstelöjtnanten Claes Young vid Kronobergs regemente, Christina Oljeqvist (1644–1673) som var gift med hovrådet Sven Franc, Elisabet Oljeqvist (1646–1648), Maria Oljeqvist (1648–1650), Peter Oljeqvist (1650–1650), fänriken Carl Oljeqvist (1652–1673) vid Skånska regementet, Maria Oljeqvist (1654–1660) och Catharina Oljeqvist (1656–1714) som var gift med landshövdingen Peder Franc i Södermanlands län.
Han gifte sig andra gången 14 december 1659 med Beata Nilsdotter Liljeram (död 1683), dotter till hovkanslern doktor Nils Lillieram och Märta Anckar. Beata Liljeram var änka efter kammarherren David Stuart.

## Författarskap
Johannes Matthiæ författade åtskilliga skrifter som spreds över stora delar av 1600-talets Europa. Han utgav åtminstone 92 tryckta skrifter, av dessa var 67 böcker om religion, sju var likpredikningar, fyra var språkvetenskap, tre var skönlitteratur och två var om uppfostran och undervisning. Av dessa böcker är 61 skrivna på latin, 28  är på svenska varav sju är likpredikningar. En bok på tyska, en på nederländska och en på franska.